# Es lebe die Seekuh!
Es lebe die Seekuh! (engl. Titel: The Bonfire of the Manatees) ist die erste Folge der siebzehnten Staffel der Serie Die Simpsons. Sie gewann im Jahr 2006 den Environmental Media Award.

## Inhalt
Homer leiht sich Geld bei der Mafia um auf eine Footballmannschaft zu wetten. Diese Mannschaft verliert jedoch und die Mafia verlangt ihr Geld zurück. Weil Homer knapp bei Kasse ist, wird ihm der Vorschlag gemacht, in seinem Haus einen Pornofilm zu drehen. Homer erklärt sich einverstanden und schickt seine Familie zur Ablenkung in ein Weihnachtsdorf. Homers Frau Marge und die Kinder sind dort aber so enttäuscht, dass sie zurück nach Hause fahren, wo Homer auf frischer Tat ertappt wird. Marge ist so wütend auf ihren Ehemann, dass sie wegfährt. An einem Strand lernt Marge einen Seekuhschützer kennen und fängt an, Seekühen zu helfen. Währenddessen ist Homer auf der Suche nach seiner Frau und übernachtet bei Verwandten. Als er seine Frau findet, will sie zunächst nicht zurück nach Hause. Erst als Homer sein Leben riskiert, um ein paar Seekühe zu retten, verzeiht ihm Marge.

## Hintergrund
Die Idee wurde am 16. Januar 2004 erstmals bei der Autorensitzung für Die Simpsons – Der Film vorgestellt. Für den Film wurde die Idee verworfen, jedoch dann für eine Folge der Serie adaptiert. Für die Stimme des „Caleb Thorn“ konnte Alec Baldwin engagiert werden.